# 金元虜語
金元虜語，是對中國近現代北方漢語和標準官話（如中華民國國語及普通話）的貶稱，這一用法出自於清末民初中國儒生和思想家章太炎，他認為北方漢語與唐韵不合是因為受到了北方外族語言影響，認為是「非我華所有」且應該拋棄。這種觀點受到了現代語言學家的批評。

## 主張
章太炎於1915年的《太炎最近文錄》裡說：「若夫金元虜語，侏離而不馴者，斯乃財及幽并冀豫之間，自淮漢以南亡是，方域未廣，曷為不可音哉？」 認為南方漢語保留入聲，不失古音且與唐朝官話較為接近，又不滿「金元虜語」在中國傳播。

## 學者研究
美國語言教育家、漢語音韻學家薛鳳生對這種說法作出批評，他指出章太炎所認為的「金元虜語」不外乎是指「支思」韵跟「兒化」韵這兩種現象：「其實所有學過外語的人都知道，支思跟兒化韵這兩種現象都是漢語所特有的。現代北京話支思韵的內涵是宋代以來許多不同層次的諮詢演變的結果」。
中國語言學家王力亦指出章太炎的主張是「違反歷史潮流的，因而是應當批判的。」
但支持者認爲近代選定的標準官話清入亂派、平翹亂分，和中古音系無縝密映對律，應是異族定都北京之後文讀學南京官話，白讀學冀魯、膠遼，從而出現了音系雜糅現象。
香港中文大學中國語言及文學系教授張錦少指出，粵語是古代中原漢語跟南方古越語接觸融合，慢慢發展出來的一支以漢語為主卻又保留了部分古越語特點的方言。